# Louis Durey
Louis Durey (1888-1979) là nhà soạn nhạc, nhà phê bình âm nhạc người Pháp.

## Tiểu sử
Louis Durey vốn là thành viên của nhóm nhạc cổ điển nổi tiếng của Pháp Les Six, nhưng từ năm 1923, ông tách ra khỏi nhóm. Sau năm 1930, Durey không có sự bổ sung gì cho các tác phẩm vốn ít ỏi của mình. Từ năm 1948, ông tham gia Hiệp hội những nhạc sĩ Pháp tiến bộ. 

## Phong cách sáng tác
Từ khi rời khỏi nhóm Les Six, Louis Durey chỉ chịu đôi chút ảnh hưởng của Erik Satie và Igor Stravinsky, những người được trưởng nhóm Jean Cocteau lấy làm gương cho nhóm.

## Các tác phẩm
Louis Durey đã viết:
- Vở opera Cơ hội (1928)
- Các bản cantata, nổi bật có:

1. Chiến tranh và hòa bình (1949)
2. Hòa bình cho những triệu người (thơ của Vladimir Vladimirovich Mayakovsky) (1949)
3. Mùa xuân dưới đáy biển cho giọng nữ cao và dàn nhạc kèn

- Concertino cho piano và dàn nhạc kèn
- Tam tấu tưởng nhớ Béla Bartók
- Những bản hợp xướng
- Những ca khúc